# Danh sách câu lạc bộ bóng đá ở Dominica
Đây là danh sách các câu lạc bộ bóng đá ở Dominica.
- Centre Bath Estate FC
- Dublanc Strickers SC
- Harlem United FC
- LIME Pointe Michel FC
- NAGICO Bombers
- Quick Zone Icons
- Sagicor South East United
- Starrin and Sons St Joseph FC

Bản mẫu:Bóng đá Dominica